# Фёдоровка (Акбулакский район)
Фёдоровка — село в Акбулакском районе Оренбургской области России. Административный центр Фёдоровского сельсовета.

## География
Село находится в южной части Оренбургской области, в подзоне южных сухих степей, в пределах Урало-Илекского междуречья, на расстоянии примерно 32 км (по прямой) к северо-востоку (NNE) от посёлка Акбулак, административного центра района. Абсолютная высота — 215 м над уровнем моря.
Климат
Климат характеризуется как сухой континентальный с морозной зимой и жарким летом. Средняя температура воздуха самого тёплого месяца (июля) — 20 — 25 °C; самого холодного (января) — −15 — −20 °C. Среднегодовое количество атмосферных осадков составляет 250—280 мм. Снежный покров держится в среднем около 139—140 дней в году.
Часовой пояс
Село Фёдоровка, как и вся Оренбургская область, находится в часовой зоне МСК+2. Смещение применяемого времени относительно UTC составляет +5:00.

## Население
| 2010 |
| ---- |
| 473  |

Гендерный состав
По данным Всероссийской переписи населения 2010 года, в гендерной структуре населения мужчины составляли 46,5 %, женщины — соответственно 53,5 %.
Национальный состав
Согласно результатам переписи 2002 года, в национальной структуре населения русские составляли 37 % из 611 чел.

## Улицы
| - ул. Молодёжная, - ул. Новая, | - ул. Овражная, - ул. Центральная. |

## Инфраструктура
В селе действуют школа, детский сад, фельдшерско-акушерский пункт, дом культуры и библиотека.